# 天主教巴耶杜帕爾教區
天主教巴耶杜帕爾教區（拉丁語：Dioecesis Valleduparensis）是哥倫比亞一個羅馬天主教教區，屬巴蘭基亞總教區。
教區的前身是一個宗座代牧區，成立於1952年12月4日，1969年4月25日升為教區。
教區包括塞薩爾省北部和瓜希拉省南部，教座位於塞薩爾省首府巴耶杜帕爾。2010年有教友606,000人（佔轄區總人口82.3%）、五十七個堂區、七十名司鐸。現任教區主教為奧斯卡·若瑟·貝萊斯·伊薩薩。